# TFF 2. Lig 2013/14
Die Spor Toto 2. Lig 2013/14 war die 43. Spielzeit der dritthöchsten türkischen Spielklasse im Fußball der Männer. Sie begann am 8. September 2013 mit dem 1. Spieltag. Am 31. Mai 2014 endete die Saison 2013/14 mit den Playoff-Begegnungen zwischen dem zweit- bis fünftplatzierten beider Gruppen.

## Austragungsmodus
In der Saison 2013/14 wurde die TFF 2. Lig wie in der Vorsaison in zwei Gruppen unterteilt. Im Gegensatz zur Vorsaison wurde die Gesamtmannschaftszahl von 34 auf nun 36 erhöht. Es spielen 18 Mannschaften in der „weißen Gruppe“ (beyaz grup) und der „roten Gruppe“ (kirmizi grup) um den Aufstieg in die TFF 1. Lig beziehungsweise gegen den Abstieg in die viertklassige TFF 3. Lig. Inder Vorsaison setzten sich beiden Gruppen aus 17 Team zusammen. Die Einteilung der Mannschaften in die jeweiligen Gruppen wurde per Auslosung bestimmt. Die Auslosung wurde am 11. Juli 2013 in der türkischen Hauptstadt Ankara im Atabey Olympiahaus durchgeführt.
Der Austragungsmodus wurde nahezu unverändert von der Vorsaison übernommen und lediglich in der Play-off-Phase fand zwei Änderungen statt.
Die Tabellenersten beider Gruppen stiegen direkt in die höhere TFF 1. Lig auf. Die Mannschaften auf den Plätzen zwei bis fünf beider Gruppen nahmen an den Play-offs teil, in denen der dritte Aufsteiger per K.-o.-System bestimmt wurde. Die Play-offs fingen mit den Viertelfinalbegegnungen an. In der Vorsaison wurden alle Play-off-Spiele in einer für alle teilnehmenden Mannschaften neutralen Stadt ausgetragen und jede Stufe mit einem Spiel durchgeführt. Mit der Saison 2013/14 wurden alle Play-off-Phasen, außer der Finalbegegnung mit Hin- und Rückspiel gespielt. Nur das Finale wurde dann in einer für beide teilnehmenden Mannschaften neutralen Stadt ausgetragen und nur mit einer Partie ausgespielt. Im Playoff treffen die Tabellenzweite der jeweiligen Gruppe auf den Tabellenfünften der gleichen Gruppe und der Tabellendritte der jeweiligen Gruppe auf den Tabellenvierte der gleichen Gruppe. Bis auf die Finalbegegnung wurde jede K.-o.-Runde durch zwei Begegnungen in Hin- und Rückspiel ausgetragen.
Die drei Letztplatzierten beider Gruppen stiegen in die TFF 3. Lig ab.

### Ausländerplätze
In der TFF 2. Lig sind ausländische Spieler nicht spielberechtigt. Mannschaften die von der TFF 1. Lig abgestiegen sind, können ihre ausländischen Spieler an Vereine der oberen Ligen ausleihen.

## Teilnehmerzusammensetzung
Zum Saisonbeginn kamen zu den von der vorherigen Saison verbliebenen 27 Mannschaften die drei Absteiger aus der TFF 1. Lig Göztepe Izmir, Kartalspor, MKE Ankaragücü und die sechs Aufsteiger aus der TFF 3. Lig Gümüşhanespor, Dardanelspor, Pazarspor, Diyarbakır Büyükşehir Belediyespor, Aydınspor 1923, Altınordu Izmir hinzu.
Während Göztepe und Kartalspor nach drei bzw. sieben Jahren wieder in die 2. Lig abstiegen, stieg der Traditionsverein Ankaragücü das erste Mal in seiner Vereinsgeschichte in die dritthöchste türkische Spielklasse ab.

## Saisonverlauf

### Ligaphase
In dieser Drittligasaison erreichte Altınordu Izmir unter der Führung von Hüseyin Eroğlu zwei Tage vor Saisonende die Drittligameisterschaft der Gruppe Rot und damit den Aufstieg in die TFF 1. Lig. Durch diesen Aufstieg kehrte der Verein nach 24-jähriger Abstinenz wieder in die 2. Liga zurück. In der Gruppe Weiß löste der Schwarzmeerklub Giresunspor am 28. Spieltag den bisherigen Spitzenreiter und Herbstmeister Hatayspor ab und sicherte sich am letzten Spieltag die Meisterschaft und damit nach zweijähriger Abstinenz wieder den aufstieg in die TFF 1. Lig.
Bozüyükspor aus der Gruppe Rot verpasste am 29. Spieltag, 5. Spieltage vor Saisonende, die theoretische Möglichkeit des Klassenerhaltes und stieg damit nach siebenjähriger Drittligazugehörigkeit in die TFF 1. Lig. Am 31. Spieltag stand Bozüyükspor auch als Tabellenletzter der Gruppe Rot fest. Istanbul Güngörenspor vergab am 31. Spieltag nach einer 1:2-Heimniederlage gegen Alanyaspor den Klassenerhalt. Da die Mannschaft zum Nächstplatzierten Eyüpspor zwar einen Neunpunkterückstand aufwiesen, jedoch im direkten Verhältnis schlechter standen, standen sie als zweite Absteiger der Gruppe Rot fest. Eyüpspor vergab am letzten Spieltag den Klassenerhalt zum direkten Abstiegskonkurrenten İskenderun Demir Çelikspor. Damit verabschiedeten sich die Istanbuler nach zwölfjähriger Zugehörigkeit von der TFF 2. Lig. In der Gruppe Weiß stand Çankırıspor am 32. Spieltag als erste Absteiger fest. Am nächsten Spieltag stand Dardanelspor als zweite und am 35. und letzten Spieltag der Istanbuler Klub Gaziosmanpaşaspor als letzter Absteiger fest.

### Play-off-Phase
Der letzte Aufsteiger wurde durch die im Anschluss an die Ligaphase durchgeführten Play-offs bestimmt. Für die Play-offs qualifizierten sich als Zweit- bis Fünftplatzierte aus der Gruppe Rot Alanyaspor, MKE Ankaragücü, Bandırmaspor, Diyarbakır Büyükşehir Belediyespor und aus der Gruppe Weiß Göztepe Izmir, Hatayspor, Yeni Malatyaspor, Kartalspor.
Die Termine der Play-off-Spiele wurden am 9. Mai 2013 festgelegt. Demnach finden die Hinspiele der Viertelfinalbegegnungen am 16. Mai und die Rückspiele am 20. Mai statt. Die Hinspiele der Halbfinalbegegnungen werden am 23. und die Rückspiele am 27. Mai ausgetragen. Die Viertelfinalbegegnungen der Gruppe Rot sind Alanyaspor-Diyarbakır Büyükşehir Belediyespor und MKE Ankaragücü-Bandırmaspor und die Viertelfinalbegegnungen der Gruppe Weiß sind Göztepe Izmir-Kartalspor und Hatay-Yeni Malatyaspor.
Torschützenkönig wurde mit 27 Treffern Gökhan Karadeniz vom westtürkischen Vertreter und Meister der Gruppe Rot Altınordu Izmir. Der türkische Fußballverband zählte für die Torschützenkönig nur die Tore der Ligaphase und nicht die der Playoffs.

## Besondere Vorkommnisse
- MKE Ankaragücü wurden zum Saisonende wegen diverser Regelwidrigkeiten vom türkischen Fußballverband ein Punkt abgezogen.[10]
- Der zentralanatolische Klub Çankırıspor ersetzte in der Winterpause einen Großteil seines Kaders durch Neuverpflichtungen. Da die Vereinsleitung die Lizenzen der Neuverpflichtungen nicht rechtzeitig beantragt hatte, konnte die Begegnung am 18. Spieltag gegen Giresunspor nur mit vier lizenzierten Spielern angetreten werden. Ali Karatutlu, der Schiedsrichter dieser Partie, sagte daraufhin entsprechend dem Reglement die Partie ab.[11] Der türkische Fußballverband wertete die Partie daraufhin mit einer 0:3-Niederlage für Çankırıspor.

## Mannschaften 2013/14

### Gruppe Weiß (Beyaz Grup)
| Mannschaft               | Stadt      | Gründung | In der Liga seit | Letzte Saison | Stadion                    | Kapazität |
| ------------------------ | ---------- | -------- | ---------------- | ------------- | -------------------------- | --------- |
| Anadolu Selçukluspor0000 | Konya      | 1955     | 2007             | 11.           | Recep Konuk Spor Tesisleri | 2.128     |
| Aydınspor 1923           | Aydın      | 1993     | 2013             | Neuling       | Adnan Menderes Stadyumu    | 15.0000   |
| Çankırıspor              | Çankırı    | 1993     | 1996             | 8.            | Çankırı Atatürk Stadı      | 5.500     |
| Dardanelspor             | Çanakkale  | 1966     | 2013             | Neuling       | 18 Mart Stadyumu           | 12.6920   |
| Gaziosmanpaşaspor        | Istanbul   | 1965     | 2011             | 14.           | Gaziosmanpaşa Stadı        | 5.762     |
| Giresunspor              | Giresun    | 1967     | 2012             | 15.           | Giresun Atatürk Stadı      | 19.7500   |
| Göztepe Izmir            | Izmir      | 1925     | 2013             | Aufsteiger    | Izmir-Atatürk-Stadion      | 51.2950   |
| Gümüşhanespor            | Gümüşhane  | 1995     | 2013             | Neuling       | Gümüşhane Şehir Stadı      | 4.000     |
| Hatayspor                | Antakya    | 1967     | 2012             | 2.            | Antakya Atatürk Stadı      | 6.015     |
| İnegölspor               | İnegöl     | 1954     | 2012             | 2.            | İnegöl Stadı               | 4.975     |
| Kartalspor               | Istanbul   | 1949     | 2013             | Aufsteiger    | Kartal Stadion             | 7.195     |
| Kırklarelispor           | Kırklareli | 1925     | 2011             | 8.            | Kırklareli Atatürk Stadı   | 8.000     |
| Pendikspor               | Istanbul   | 1950     | 2011             | 9.            | Pendik Stadion             | 2.500     |
| Sarıyer SK               | Istanbul   | 1940     | 2005             | 13.           | Yusuf Ziya Öniş Stadı      | 10.0000   |
| Tarsus İdman Yurdu       | Tarsus     | 1923     | 2012             | 11.           | Burhanettin Kocamaz Stadı  | 6.000     |
| Tokatspor                | Tokat      | 1969     | 2008             | 4.            | Gazi Osmanpasa Stadı       | 7.500     |
| Turgutluspor             | Turgutlu   | 1984     | 2005             | 12.           | 7 Eylül Stadyumu           | 7.000     |
| Yeni Malatyaspor         | Malatya    | 1986     | 2010             | 3.            | Malatya Inönü-Stadion      | 13.0000   |

### Gruppe Rot (Kırmızı Grup)
| Mannschaft                 | Stadt      | Gründung | In der Liga seit | Letzte Saison | Stadion                    | Kapazität |
| -------------------------- | ---------- | -------- | ---------------- | ------------- | -------------------------- | --------- |
| Alanyaspor                 | Alanya     | 1948     | 2004             | 9.            | Millî Egemenlik Stadyumu   | 3.750     |
| Altay İzmir                | Izmir      | 1914     | 2011             | 7.            | Alsancak-Stadion           | 15.358    |
| Altınordu Izmir            | Izmir      | 1923     | 2013             | Neuling       | Buca Stadyumu              | 2.500     |
| Bandırmaspor               | Bandırma   | 1965     | 2010             | 7.            | 17 Eylül Stadı             | 5.400     |
| Bayrampaşaspor             | Istanbul   | 1959     | 2012             | 5.            | Çetin Emeç Stadı           | 3.500     |
| Bozüyükspor                | Bozüyük    | 1914     | 2011             | 10.           | Bozüyük Şehir Stadı        | 4.100     |
| Diyarbakır BB              | Diyarbakır | 1990     | 2013             | Neuling       | Seyrantepe Diski Stadion   | 1.540     |
| Eyüpspor                   | Istanbul   | 1919     | 2002             | 13.           | Eyüp Stadı                 | 2.500     |
| Körfez FK                  | Kocaeli    | 1995     | 2008             | 12.           | Alparslan Türkeş Stadı     | 16.7500   |
| İskenderun Demir Çelikspor | İskenderun | 1991     | 2005             | 10.           | İskenderun 5 Temmuz Stadı  | 12.3900   |
| Istanbul Güngörenspor      | Istanbul   | 1983     | 2012             | 14.           | Mimar Yahya Baş Stadı      | 15.2420   |
| Kızılcahamamspor           | Ankara     | 1950     | 2011             | 6.            | Kızılcahamam İlçe Stadı    | 5.124     |
| MKE Ankaragücü             | Ankara     | 1910     | 2013             | Absteiger     | Ankara Stadion des 19. Mai | 19.1250   |
| Nazilli Belediyespor       | Nazilli    | 1967     | 2012             | 6.            | Nazilli Şehir Stadyumu     | 4.500     |
| Ofspor                     | Of         | 1968     | 2008             | 15.           | Of Stadyumu                | 2.000     |
| Pazarspor                  | Pazarspor  | 1973     | 2013             | Neuling       | Alparslan Türkeş Stadı     | 16.7500   |
| Polatlı Bugsaşspor         | Sincan     | 1984     | 2007             | 3.            | Sincan Şehir Stadyumu      | 25.0000   |
| Tepecikspor                | Istanbul   | 1988     | 2011             | 4.            | Tepecik Belediye Stadı     | 3.000     |

## Gruppe Weiß (Beyaz Grup)

### Abschlusstabelle
| Pl. | Verein               | Sp. | S  | U  | N  | Tore    | Diff. | Punkte |
| --- | -------------------- | --- | -- | -- | -- | ------- | ----- | ------ |
| 1.  | Giresunspor          | 34  | 20 | 7  | 7  | 055:330 | +22   | 67     |
| 2.  | Göztepe Izmir (A)    | 34  | 18 | 12 | 4  | 051:270 | +24   | 66     |
| 3.  | Hatayspor            | 34  | 18 | 9  | 7  | 050:300 | +20   | 63     |
| 4.  | Yeni Malatyaspor     | 34  | 16 | 10 | 8  | 050:340 | +16   | 58     |
| 5.  | Kartalspor (A)       | 34  | 16 | 10 | 8  | 049:330 | +16   | 58     |
| 6.  | Pendikspor           | 34  | 15 | 11 | 8  | 043:310 | +12   | 56     |
| 7.  | İnegölspor           | 34  | 15 | 9  | 10 | 046:330 | +13   | 54     |
| 8.  | Aydınspor 1923 (N)   | 34  | 11 | 13 | 10 | 043:380 | +5    | 46     |
| 9.  | Turgutluspor         | 34  | 10 | 13 | 11 | 043:430 | ±0    | 43     |
| 10. | Gümüşhanespor (N)    | 34  | 9  | 13 | 12 | 031:320 | −1    | 40     |
| 11. | Kırklarelispor       | 34  | 9  | 11 | 14 | 034:510 | −17   | 38     |
| 12. | Tokatspor            | 34  | 10 | 8  | 16 | 039:570 | −18   | 38     |
| 13. | Anadolu Selçukluspor | 34  | 8  | 12 | 14 | 031:390 | −8    | 36     |
| 14. | Sarıyer SK           | 34  | 6  | 16 | 12 | 038:480 | −10   | 34     |
| 15. | Tarsus İdman Yurdu   | 34  | 7  | 12 | 15 | 032:500 | −18   | 33     |
| 16. | Dardanelspor (N)     | 34  | 6  | 14 | 14 | 029:400 | −11   | 32     |
| 17. | Gaziosmanpaşaspor    | 34  | 5  | 13 | 16 | 033:520 | −19   | 28     |
| 18. | Çankırıspor          | 34  | 4  | 13 | 17 | 017:430 | −26   | 25     |

Platzierungskriterien: 1. Punkte – 2. Direkter Vergleich (Punkte, Tordifferenz, geschossene Tore) – 3. Tordifferenz – 4. geschossene Tore

| (A) | Absteiger aus der 1. Lig 2012/13         |
| (N) | Neuaufsteiger aus der TFF 3. Lig 2012/13 |

### Kreuztabelle
Die Kreuztabelle stellt die Ergebnisse aller Spiele dieser Saison dar. Die Heimmannschaft ist in der linken Spalte, die Gastmannschaft in der oberen Zeile aufgelistet.
| 2013/14              |     | Aydınspor 1923 | Çankırıspor | Dardanelspor | Gaziosmanpaşaspor | Giresunspor | Göztepe Izmir |     | Hatayspor | İnegölspor |     | Kırklarelispor | Pendikspor | Sarıyer SK | Tarsus İdman Yurdu | Tokatspor | Turgutluspor |     |
| -------------------- | --- | -------------- | ----------- | ------------ | ----------------- | ----------- | ------------- | --- | --------- | ---------- | --- | -------------- | ---------- | ---------- | ------------------ | --------- | ------------ | --- |
| Anadolu Selçukluspor |     | 0:0            | 2:1         | 1:1          | 2:2               | 1:1         | 0:2           | 3:3 | 1:2       | 0:0        | 0:1 | 2:1            | 0:2        | 3:0        | 1:1                | 1:0       | 0:0          | 0:2 |
| Aydınspor 1923       | 2:0 |                | 3:0         | 1:1          | 1:1               | 1:3         | 1:2           | 0:1 | 0:2       | 3:1        | 1:2 | 3:1            | 3:4        | 2:1        | 0:0                | 1:0       | 4:0          | 1:1 |
| Çankırıspor          | 0:0 | 2:1            |             | 1:1          | 1:0               | 0:3 1       | 0:0           | 1:1 | 1:2       | 0:2        | 0:2 | 1:1            | 0:2        | 0:0        | 1:2                | 0:0       | 0:1          | 0:1 |
| Dardanelspor         | 0:2 | 0:1            | 0:0         |              | 1:0               | 1:2         | 1:1           | 1:0 | 1:1       | 1:0        | 1:1 | 0:0            | 2:2        | 0:0        | 0:0                | 2:0       | 0:1          | 1:2 |
| Gaziosmanpaşaspor    | 1:0 | 1:1            | 0:1         | 1:2          |                   | 0:2         | 2:2           | 0:0 | 0:1       | 0:1        | 3:2 | 1:2            | 3:0        | 3:3        | 2:1                | 0:0       | 1:2          | 0:4 |
| Giresunspor          | 1:1 | 2:1            | 0:0         | 3:0          | 3:3               |             | 1:0           | 1:0 | 1:0       | 2:0        | 2:1 | 2:1            | 0:0        | 1:1        | 2:1                | 3:0       | 2:1          | 2:1 |
| Göztepe Izmir        | 3:1 | 1:1            | 2:0         | 2:0          | 2:2               | 1:0         |               | 1:0 | 0:0       | 0:0        | 3:3 | 1:0            | 1:0        | 1:1        | 1:2                | 2:0       | 3:2          | 1:1 |
| Gümüşhanespor        | 0:0 | 0:1            | 0:1         | 2:0          | 0:1               | 2:1         | 0:1           |     | 0:1       | 0:1        | 2:1 | 0:0            | 1:1        | 4:1        | 1:1                | 2:1       | 3:3          | 2:1 |
| Hatayspor            | 1:1 | 0:0            | 1:0         | 3:1          | 2:0               | 3:1         | 2:3           | 1:1 |           | 0:0        | 1:0 | 3:1            | 1:3        | 2:0        | 3:0                | 0:2       | 2:0          | 3:0 |
| İnegölspor           | 1:0 | 1:1            | 3:2         | 2:0          | 3:0               | 3:1         | 1:0           | 0:1 | 1:2       |            | 1:1 | 3:0            | 1:2        | 3:0        | 3:0                | 2:1       | 2:1          | 0:2 |
| Kartalspor           | 2:1 | 0:2            | 5:2         | 1:0          | 3:1               | 1:0         | 1:1           | 2:0 | 1:0       | 1:1        |     | 1:1            | 1:0        | 1:0        | 2:0                | 6:0       | 2:0          | 1:1 |
| Kırklarelispor       | 1:2 | 1:2            | 2:0         | 2:1          | 1:0               | 1:2         | 1:5           | 0:0 | 3:1       | 2:1        | 2:1 |                | 0:2        | 1:0        | 1:1                | 2:2       | 1:1          | 0:2 |
| Pendikspor           | 2:1 | 1:1            | 0:0         | 2:1          | 0:0               | 2:1         | 0:2           | 2:1 | 1:1       | 0:0        | 3:1 | 0:1            |            | 2:1        | 4:1                | 1:2       | 0:0          | 0:0 |
| Sarıyer SK           | 2:0 | 1:1            | 2:0         | 1:1          | 3:1               | 1:2         | 0:0           | 1:1 | 3:3       | 2:1        | 1:1 | 3:3            | 0:2        |            | 2:0                | 2:2       | 1:1          | 1:1 |
| Tarsus İdman Yurdu   | 0:2 | 0:0            | 1:1         | 2:2          | 2:2               | 1:1         | 0:1           | 0:1 | 0:1       | 2:3        | 1:0 | 1:0            | 0:0        | 1:1        |                    | 2:3       | 1:0          | 3:2 |
| Tokatspor            | 2:0 | 3:0            | 0:0         | 0:4          | 3:1               | 1:4         | 1:2           | 1:0 | 1:3       | 3:2        | 0:0 | 1:1            | 2:1        | 0:2        | 3:2                |           | 0:2          | 1:3 |
| Turgutluspor         | 0:2 | 2:2            | 1:1         | 1:1          | 0:0               | 2:1         | 0:2           | 1:1 | 2:2       | 2:2        | 0:1 | 6:0            | 1:2        | 3:1        | 3:1                | 1:1       |              | 1:0 |
| Yeni Malatyaspor     | 2:1 | 3:1            | 2:0         | 2:1          | 1:1               | 1:2         | 3:2           | 1:1 | 1:0       | 1:1        | 1:1 | 1:1            | 1:0        | 1:0        | 1:2                | 3:1       | 1:2          |     |

## Gruppe Rot (Kırmızı Grup)

### Abschlusstabelle
| Pl. | Verein                | Sp. | S  | U  | N  | Tore    | Diff. | Punkte |
| --- | --------------------- | --- | -- | -- | -- | ------- | ----- | ------ |
| 1.  | Altınordu Izmir (N)   | 34  | 25 | 6  | 3  | 077:230 | +54   | 81     |
| 2.  | Alanyaspor            | 34  | 22 | 6  | 6  | 076:350 | +41   | 72     |
| 3.  | MKE Ankaragücü (A)    | 34  | 22 | 5  | 7  | 077:300 | +47   | 71     |
| 4.  | Bandırmaspor          | 34  | 18 | 7  | 9  | 068:480 | +20   | 61     |
| 5.  | Diyarbakır BB (N)     | 34  | 17 | 9  | 8  | 040:310 | +9    | 60     |
| 6.  | Tepecikspor           | 34  | 15 | 7  | 12 | 041:430 | −2    | 52     |
| 7.  | Nazilli Belediyespor  | 34  | 13 | 11 | 10 | 041:390 | +2    | 50     |
| 8.  | Polatlı Bugsaşspor    | 34  | 13 | 8  | 13 | 050:430 | +7    | 47     |
| 9.  | Körfez FK             | 34  | 13 | 5  | 16 | 055:560 | −1    | 44     |
| 10. | Ofspor                | 34  | 11 | 10 | 13 | 045:540 | −9    | 43     |
| 11. | Pazarspor (N)         | 34  | 13 | 3  | 18 | 040:550 | −15   | 42     |
| 12. | Altay İzmir           | 34  | 11 | 9  | 14 | 050:520 | −2    | 42     |
| 13. | Bayrampaşaspor        | 34  | 11 | 8  | 15 | 037:560 | −19   | 41     |
| 14. | Kızılcahamamspor      | 34  | 11 | 4  | 19 | 043:530 | −10   | 37     |
| 15. | İskenderun DÇ         | 34  | 9  | 10 | 15 | 034:460 | −12   | 37     |
| 16. | Eyüpspor              | 34  | 9  | 9  | 16 | 036:610 | −25   | 36     |
| 17. | Istanbul Güngörenspor | 34  | 7  | 6  | 21 | 027:540 | −27   | 27     |
| 18. | Bozüyükspor           | 34  | 2  | 5  | 27 | 021:790 | −58   | 11     |

Platzierungskriterien: 1. Punkte – 2. Direkter Vergleich (Punkte, Tordifferenz, geschossene Tore) – 3. Tordifferenz – 4. geschossene Tore

| (A) | Absteiger aus der 1. Lig 2012/13         |
| (N) | Neuaufsteiger aus der TFF 3. Lig 2012/13 |

### Kreuztabelle
Die Kreuztabelle stellt die Ergebnisse aller Spiele dieser Saison dar. Die Heimmannschaft ist in der linken Spalte, die Gastmannschaft in der oberen Zeile aufgelistet.
| 2013/14               | Alanyaspor | Altay Izmir | Altınordu Izmir | Bandırmaspor | Bayrampaşaspor | Bozüyükspor | Bugsaşspor | Diyarbakır BB | Eyüpspor | İskenderun DÇ | Istanbul Güngörenspor |     | Körfez FK | MKE Ankaragücü |     | Pazarspor | Ofspor | Tepecikspor |
| --------------------- | ---------- | ----------- | --------------- | ------------ | -------------- | ----------- | ---------- | ------------- | -------- | ------------- | --------------------- | --- | --------- | -------------- | --- | --------- | ------ | ----------- |
| Alanyaspor            |            | 3:0         | 2:1             | 4:1          | 5:1            | 4:0         | 4:3        | 0:1           | 2:2      | 3:0           | 1:0                   | 5:0 | 4:0       | 1:5            | 2:1 | 3:1       | 5:2    | 5:1         |
| Altay Izmir           | 2:0        |             | 0:0             | 1:3          | 4:0            | 2:1         | 1:1        | 0:0           | 2:0      | 0:0           | 5:2                   | 3:1 | 1:3       | 0:2            | 1:1 | 1:2       | 2:2    | 2:1         |
| Altınordu Izmir       | 0:0        | 0:0         |                 | 4:1          | 5:0            | 5:0         | 5:1        | 2:1           | 2:1      | 2:1           | 5:0                   | 3:0 | 3:2       | 3:2            | 0:0 | 3:0       | 0:0    | 3:3         |
| Bandırmaspor          | 1:2        | 6:2         | 1:2             |              | 1:1            | 0:1         | 2:1        | 3:1           | 4:1      | 2:1           | 3:1                   | 3:1 | 1:0       | 1:1            | 2:0 | 2:1       | 2:2    | 1:0         |
| Bayrampaşaspor        | 1:1        | 2:0         | 2:3             | 0:0          |                | 1:0         | 2:1        | 0:4           | 2:0      | 4:2           | 1:1                   | 0:1 | 0:3       | 1:0            | 2:2 | 0:1       | 2:1    | 1:1         |
| Bozüyükspor           | 1:5        | 1:2         | 0:2             | 0:3          | 2:1            |             | 0:0        | 0:1           | 2:3      | 1:2           | 1:2                   | 1:3 | 2:2       | 0:2            | 0:1 | 1:2       | 0:1    | 0:3         |
| Bugsaşspor            | 1:1        | 2:1         | 0:0             | 4:0          | 2:1            | 6:1         |            | 0:1           | 2:1      | 2:1           | 3:0                   | 1:2 | 4:1       | 0:1            | 0:1 | 2:0       | 2:3    | 1:3         |
| Diyarbakır BB         | 0:2        | 1:1         | 0:4             | 1:3          | 1:0            | 2:1         | 0:0        |               | 2:0      | 1:1           | 2:1                   | 2:1 | 2:1       | 1:1            | 2:0 | 1:0       | 1:2    | 0:0         |
| Eyüpspor              | 0:0        | 1:0         | 0:3             | 3:3          | 1:1            | 2:0         | 1:2        | 0:0           |          | 1:1           | 1:0                   | 1:4 | 0:4       | 0:6            | 2:2 | 4:3       | 2:0    | 1:1         |
| İskenderun DÇ         | 0:1        | 1:3         | 0:1             | 3:2          | 0:1            | 1:0         | 0:1        | 1:1           | 2:1      |               | 3:1                   | 1:0 | 2:2       | 1:1            | 2:0 | 2:2       | 3:0    | 1:2         |
| Istanbul Güngörenspor | 1:2        | 0:0         | 2:1             | 0:1          | 0:1            | 2:2         | 0:1        | 1:1           | 0:1      | 0:0           |                       | 2:0 | 1:4       | 0:2            | 3:1 | 2:0       | 2:2    | 0:1         |
| Kızılcahamamspor      | 1:0        | 2:1         | 0:1             | 1:1          | 2:3            | 4:0         | 0:0        | 0:1           | 1:0      | 3:1           | 0:1                   |     | 2:3       | 1:2            | 1:1 | 2:0       | 1:2    | 0:2         |
| Körfez FK             | 2:3        | 1:2         | 0:1             | 1:7          | 4:0            | 3:0         | 2:1        | 1:0           | 1:2      | 0:0           | 2:0                   | 0:2 |           | 1:1            | 2:2 | 1:0       | 2:1    | 1:2         |
| MKE Ankaragücü        | 2:3        | 4:2         | 2:1             | 2:0          | 2:1            | 5:0         | 3:0        | 2:1           | 3:1      | 3:0           | 0:1                   | 2:0 | 4:1       |                | 2:1 | 5:0       | 2:3    | 1:2         |
| Nazilli Belediyespor  | 0:0        | 0:5         | 0:1             | 3:0          | 2:1            | 2:0         | 2:2        | 3:2           | 3:1      | 3:0           | 1:0                   | 1:1 | 2:1       | 1:0            |     | 0:2       | 2:0    | 0:1         |
| Pazarspor             | 2:1        | 3:2         | 1:2             | 0:2          | 2:2            | 4:2         | 1:0        | 0:1           | 0:1      | 0:0           | 1:0                   | 5:4 | 2:1       | 1:2            | 0:2 |           | 1:0    | 1:0         |
| Ofspor                | 1:0        | 3:1         | 0:3             | 3:3          | 1:0            | 0:0         | 2:2        | 1:2           | 1:1      | 0:1           | 3:0                   | 3:2 | 2:1       | 1:1            | 1:1 | 2:1       |        | 1:3         |
| Tepecikspor           | 1:2        | 0:0         | 0:3             | 0:3          | 1:2            | 1:1         | 0:2        | 0:0           | 2:0      | 2:0           | 2:1                   | 1:0 | 0:2       | 0:4            | 0:0 | 2:1       | 2:1    |             |

## Play-offs
Viertelfinale
- Hinspiele: 16. Mai 2014
- Rückspiele: 20. Mai 2014

|                | Gesamt |                                    | Hinspiel | Rückspiel |
| -------------- | ------ | ---------------------------------- | -------- | --------- |
| Alanyaspor     | 2:0    | Diyarbakır Büyükşehir Belediyespor | 1:0      | 1:0       |
| MKE Ankaragücü | 2:1    | Bandırmaspor                       | 0:1      | 2:0       |
| Göztepe Izmir  | 3:0    | Kartalspor                         | 1:0      | 2:0       |
| Hatayspor      | 4:2    | Yeni Malatyaspor                   | 0:1      | 4:1       |

Halbfinale
- Hinspiele: 23. Mai 2014
- Rückspiele: 27. Mai 2014

|                | Gesamt    |               | Hinspiel | Rückspiel |
| -------------- | --------- | ------------- | -------- | --------- |
| MKE Ankaragücü | 2:4       | Alanyaspor    | 0:1      | 2:3       |
| Hatayspor      | (a)3:3(a) | Göztepe Izmir | 2:0      | 1:3       |

Finale
| Hatayspor                                                      | Hatayspor | Alanyaspor | Alanyaspor |
| -------------------------------------------------------------- | --- | --- | ---------- |
| Hatayspor                                                      | \| Playoff-Finale \| \| 31. Mai 2014 um 19.00 Uhr in Istanbul (Atatürk-Olympiastadion) \| \| Ergebnis: 0:0 n. V., 3:4 i. E. \| \| Schiedsrichter: Hüseyin Göçek (Istanbul) \| \| Spielbericht \|                                                           | \| Playoff-Finale \| \| 31. Mai 2014 um 19.00 Uhr in Istanbul (Atatürk-Olympiastadion) \| \| Ergebnis: 0:0 n. V., 3:4 i. E. \| \| Schiedsrichter: Hüseyin Göçek (Istanbul) \| \| Spielbericht \|                                                  | Alanyaspor |
| Hatayspor                                                      | Fatih Öztürk – Özgür Çelik, Barış Yardımcı (94. Serkan Koç), Mehmet Enes Sığırcı, Mehmet Ayaz, Hasan Küçcük (100. Soner Ergençay) – Ömer Bozan, Gökhan Ünver (90. Güney Atılgan), Emre Özkurt – Halil Karataş, Taylan Uzunoğlu Cheftrainer: Ahmet Taşyürek | Haydar Yılmaz – Türker Toptaş, Koray Çölgecen, Efecan Karaca, Emre Akbaba, Gökalp Seçal – Kerem Gülbahar, Timuçin Aşcıgil (64. Şamil Ünal), Burak Uça (89. Ali Kuleli) – Onur Acar (120. Gökhan Kaba), Aydın Çetin Cheftrainer: Mehmet Altıparmak | Alanyaspor |
| Hatayspor                                                      | Elfmeterschießen | | Alanyaspor |
| Hatayspor                                                      | 1:0 Halil Karataş 2:0 Emre Özkurt Güney Atılgan Mehmet Ayaz 3:3 Soner Ergençay | Ali Kuleli 2:1 Emre Akbaba 2:2 Şamil Ünal 2:3 Gökhan Kaba 3:4 Aydın Çetin | Alanyaspor |
| Hatayspor                                                      | Mehmet Ayaz (2.), Emre Özkurt (65.) | Timuçin Aşcıgil (12.), Gökalp Seçal (13.), Burak Uça (45.), Onur Acar (85.) | Alanyaspor |
| Hatayspor                                                      | Alanyaspor ist durch diesen Sieg in die TFF 2. Lig aufgestiegen. | | Alanyaspor |
| Playoff-Finale                                                 | | |            |
| 31. Mai 2014 um 19.00 Uhr in Istanbul (Atatürk-Olympiastadion) | | |            |
| Ergebnis: 0:0 n. V., 3:4 i. E.                                 | | |            |
| Schiedsrichter: Hüseyin Göçek (Istanbul)                       | | |            |
| Spielbericht                                                   | | |            |

## Torschützenliste
Der Türkische Fußballverband (TFF) führt für beide Gruppen der TFF 2. Lig separate Torschützenliste, bestimmt aber den Torschützenkönig zum Saisonende aus einer einzigen zusammengefügten Torschützenliste. Tore die in der Relegationsphase der Saison erzielt wurden, wurden in der Torschützenliste nicht berücksichtigt.
| 1.                 | Turkei | Gökhan Karadeniz | Altınordu Izmir | 25 |
| 2.                 | Turkei | Timur Kosovalı   | Bandırmaspor    | 22 |
| 3.                 | Turkei | Mehmet Nayir     | MKE Ankaragücü  | 19 |
| 4.                 | Turkei | Uğur Erdoğan     | Körfez FK       | 18 |
| 5.                 | Turkei | Raif Demir       | İnegölspor      | 16 |
| 6.                 | Turkei | Tayfur Bingöl    | Bandırmaspor    | 15 |
| 6.                 | Turkei | Ergün Çakır      | Giresunspor     | 15 |
| 6.                 | Turkei | Levent Kale      | MKE Ankaragücü  | 15 |
| Saisonende 2013/14 |        |                  |                 |    |

## Die Meistermannschaften

### Giresunspor (Gruppe Weiß)
| 1. | Giresunspor |
|    | - Tor: Eray Çalışkan (24 Spiel/kein Tor); Mehmet Akif Önal (-/-); Ali Aydın (-/-); Onurcan Piri (10/-)1 - Abwehr: Özgür Yılmaz (33/2); Hüsamettin Tut (27/1); Hasan Güleryüz (25/2); Selim Akbulut (23/2); Eşref Koçak (22/-); Berkan Yıldırım (20/2); Onur Demir (18/-); Uğur Aktaş (15/2); Sefa Akın Başıbüyük (3/-); Yasin Çakmak (-/-) - Mittelfeld: Samed Kartal (33/12); Emre Özivgen (27/2); Adlan Canlıka (23/-); Rıdvan Sağlam (22/2); Gazanfer Aydın (14/-); Ozan Kılıçoğlu (10/-); Tolgay Karakaya (3/-) - Angriff: Ergün Çakır (31/15); Çağrı Ortakaya (30/1); Cihan Yeşilırmak (25/6); Tuncay Süren (14/2); Ümit Teke (-/-) - Trainer: Mehmet Birinci 1Piri bestritt nur die erste Saisonhälfte für Giresunspor |

### Altınordu Izmir (Gruppe Rot)
| 1. | Altınordu Izmir |
|    | - Tor: Ramazan Üstündağ (31 Spiel/kein Tor); Barış Türkmen (1/-); Cihan Topaloğlu (2/-) - Abwehr: Gökhan Yılmaz (32/-); Murat Cömert (30/2); Melih Can Yağcı (4/-); Yasin Kocatepe (2/1); Kemal Cingirt (30/-); Sinan Osmanoğlu (32/5); Furkan Tuşik (10/-); Samet Göker (4/-); Murat İrişli (2/-) - Mittelfeld: Timur Temeltaş (32/4); Engin Güngör (22/4); Gökhan Öztürk (3/-); Olgay Coşkun (13/-); Özkan Toprak (18/-); Gökhan Karadeniz (33/26); Arif Morkaya (30/2); Mert Yandaş (4/-); Halil İbrahim Tuna (32/10); Ozan Sol (26/6) - Angriff: Mertan Öztürk (22/3); Doğan Karakuş (20/6); Taha Balcı (14/6) - Trainer: Hüseyin Eroğlu |